# Jeremy Linn
Jeremy Porter Linn (né le 6 janvier 1975 à Harrisburg) est un nageur américain. Lors des Jeux olympiques d'été de 1996 disputés à Atlanta, il a obtenu la médaille d'or lors du relais 4 x 100 m quatre nages, dont les Américains ont battu le record du monde. En individuel, il a décroché la médaille d'argent lors du 100 mètres brasse.

## Palmarès

### Jeux olympiques
- médaille d'or au relais 4 x 100 m quatre nages aux Jeux olympiques d'Atlanta en 1996
- médaille d'argent au 100 m brasse aux Jeux olympiques d'Atlanta en 1996